# Cádiz (vino)
Cádiz es una indicación geográfica utilizada para designar los vinos de mesa de la comarca vitícola andaluza de Cádiz, que abarca los términos municipales de Arcos de la Frontera, Chiclana de la Frontera, Chipiona, El Puerto de Santa María, Jerez de la Frontera, Vejer de la Frontera, Prado del Rey, Puerto Real, Rota, Sanlúcar de Barrameda, Olvera, Setenil, Villamartín, Bornos, Trebujena y San José del Valle, en la provincia de Cádiz, España.
Esta indicación geográfica fue reglamentada por la Junta de Andalucía en 2005, que está trabajando en su consideración como Denominación de Origen (siendo actualmente Indicación Geográfica Protegida).

## Variedades de uva
Son vinos elaborados con las variedades tintas: Syrah, Monastrell, Merlot, Tintilla de Rota, Petit Verdot, Cabernet Franc, Garnacha Tinta, Tempranillo, y Cabernet Sauvignon, y con las blancas: Garrido, Palomino, Chardonnay, Moscatel, Mantía, Perruno, Macabeo, Sauvignon Blanc y Pedro Ximénez.
En 2012 se añadieron también las variedades Verdejo, Riesling, Mollar Cano y Graciano

## Bodegas
Algunas de las bodegas productoras (aparte de las productoras de Jerez) son:
- Bodega Miguel Domecq[5]
- BODEGAS BARBADILLO S. L.
- Puertanueva SL.
- Luis Caballero SA.
- Viñedos de Taramilla SA.
- Bodega Cortijo del Olivar y Castillo de Valleja SL.
- Bodegas José Tejero Moreno
- Herederos de Argüeso S.A.
- Huerta de Albalá.[6]
- Bodegas La Bahia[7]
- Bodega Luis Pérez. Famosa por realizar el primer vino criado en el lecho del océano[8]
- Bodegas Páez Morilla
- Bodega Tesalia

## Galería

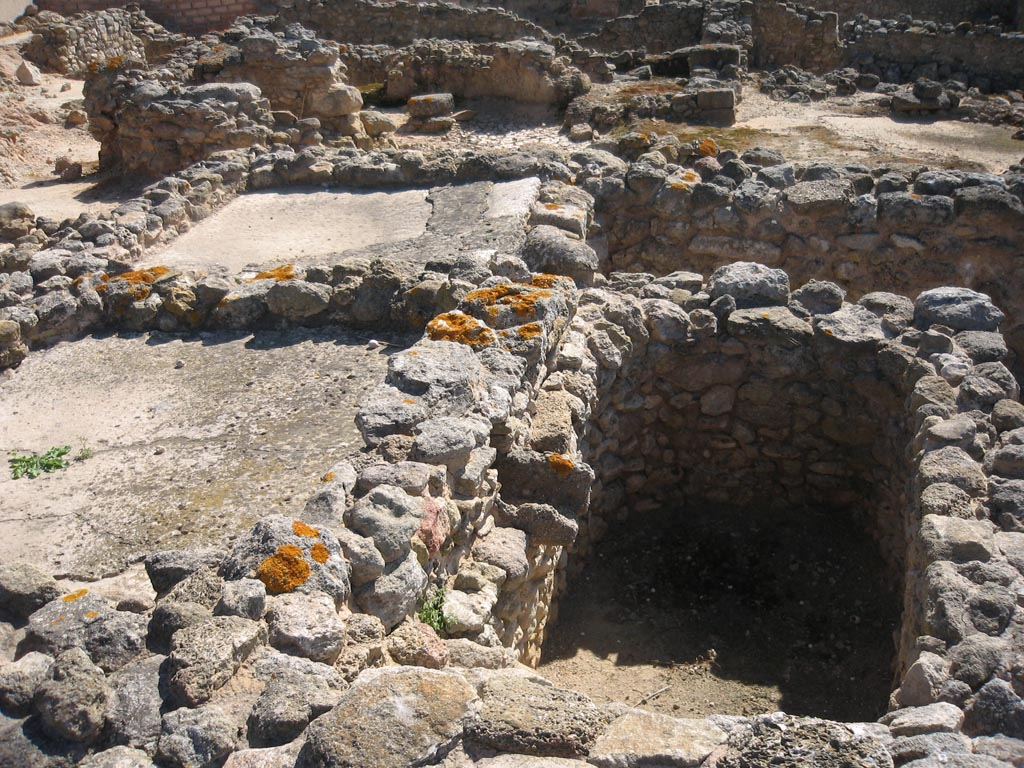
Lagar fenicio en Doña Blanca.
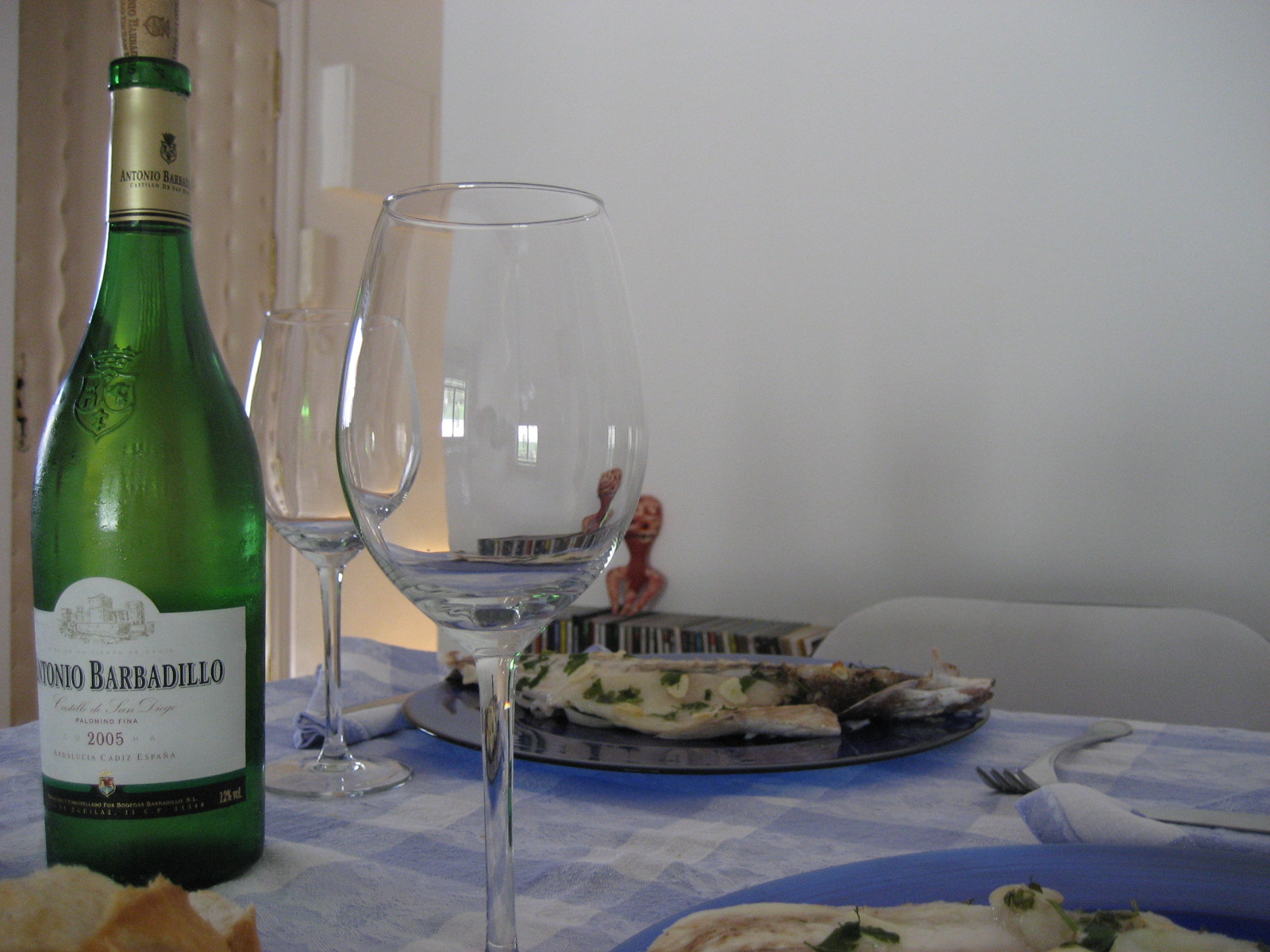
Botella de vino blanco.
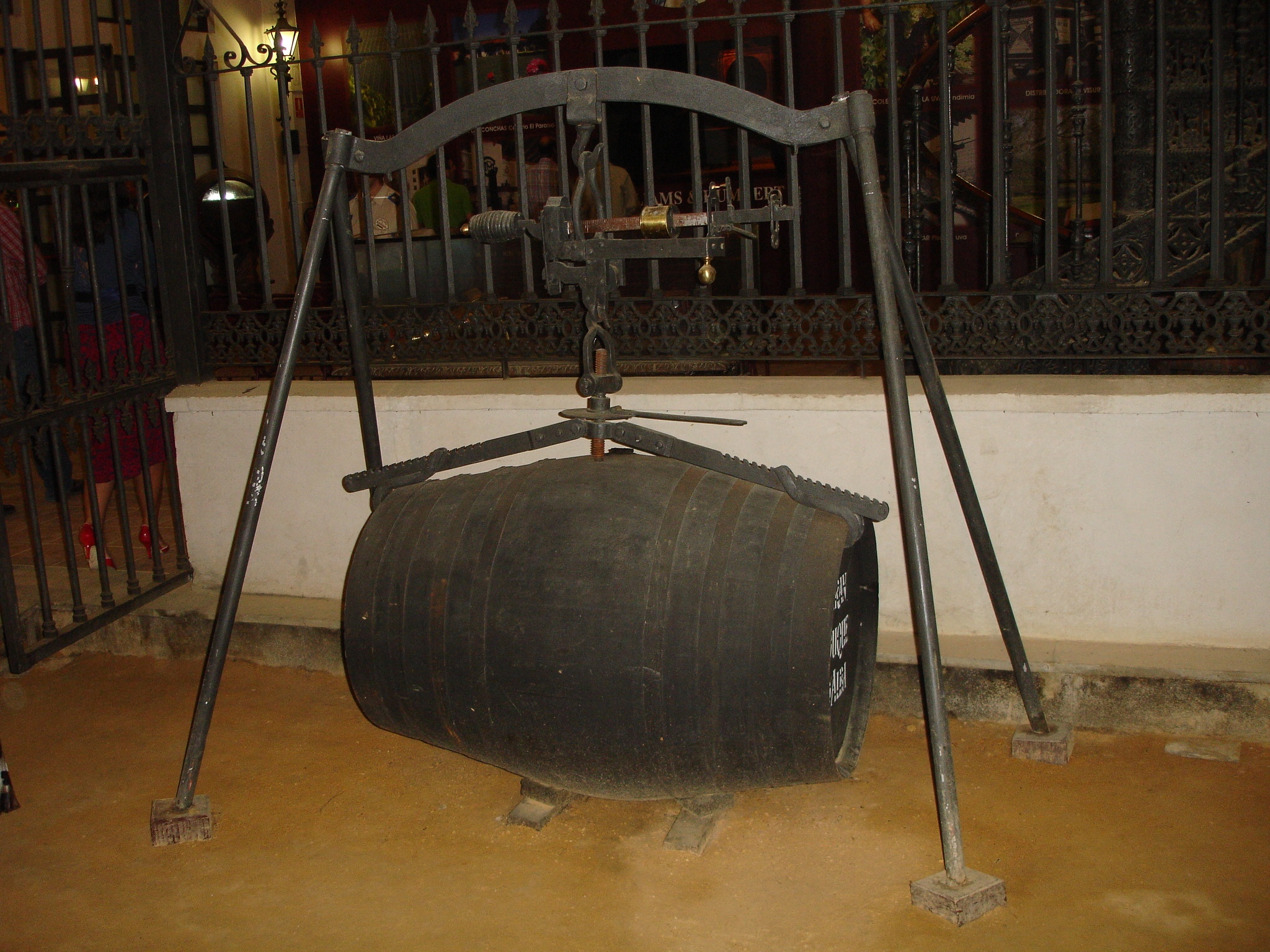
Peso para botas.
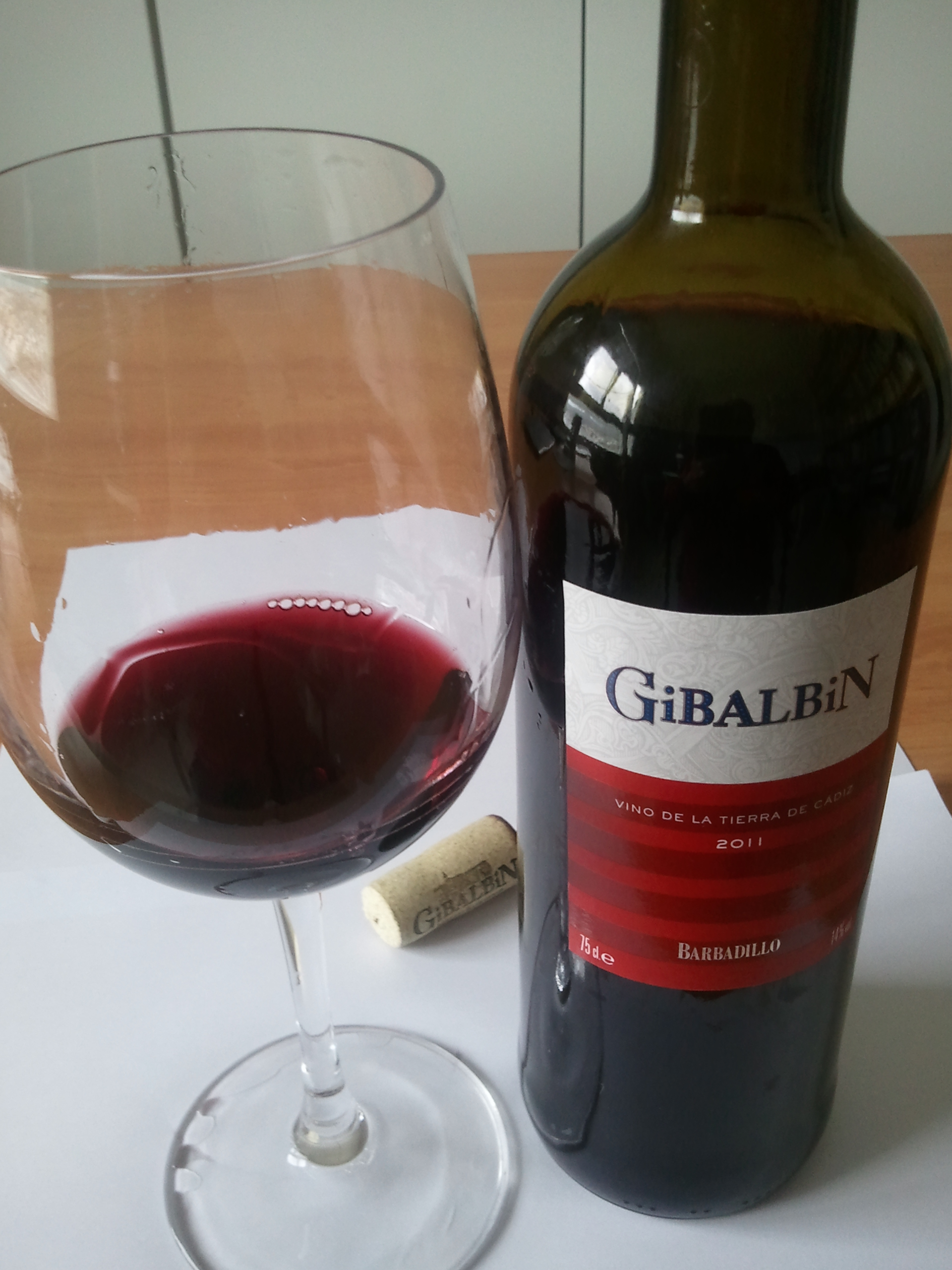
Un tinto de fusión con tintilla de  Rota, sinónimo de la uva graciano